# Ville e palazzi di Bologna

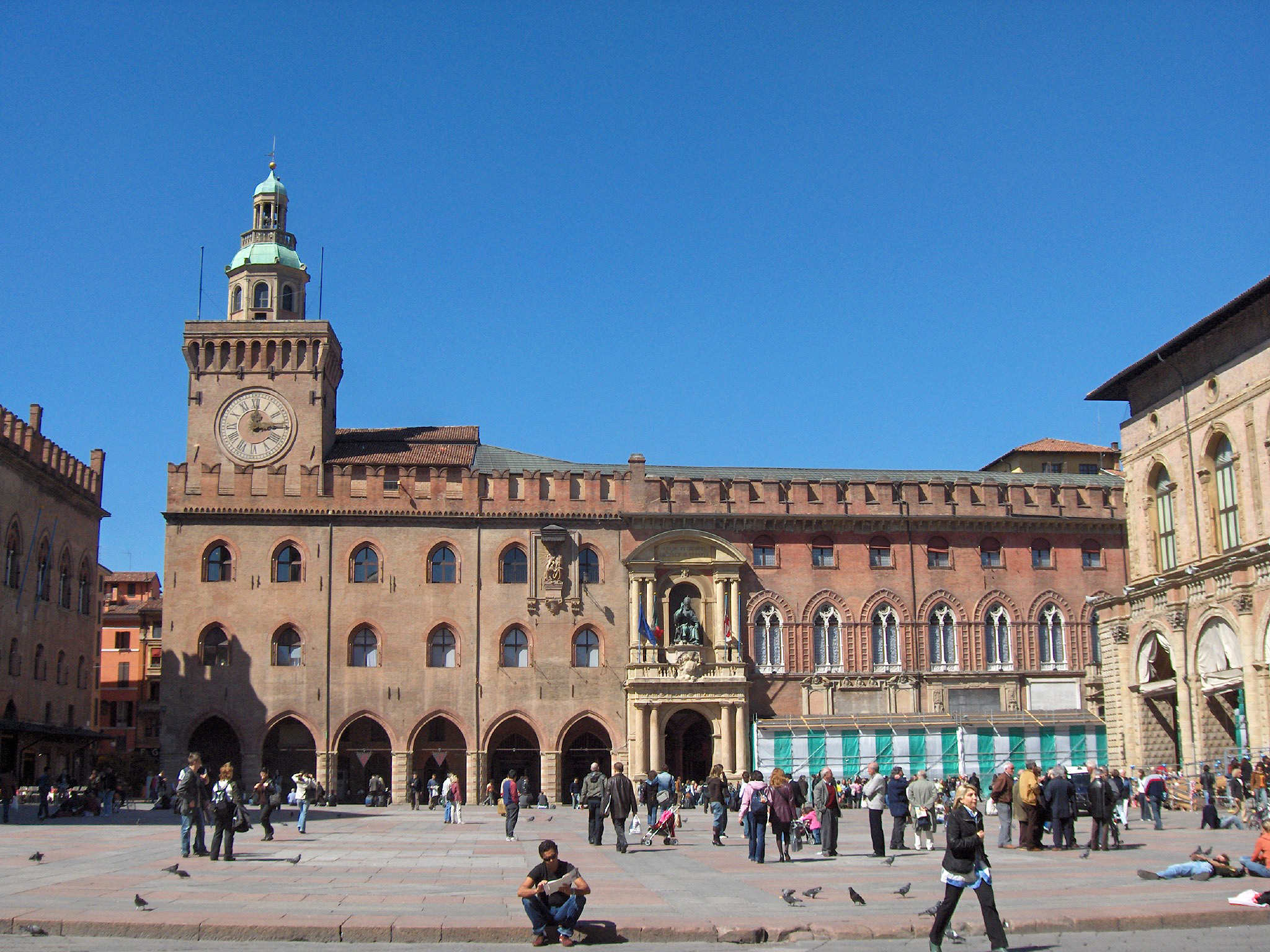
Palazzo D'Accursio

Per ville e palazzi di Bologna si intendono gli edifici pubblici e privati presenti nella città di Bologna di particolare rilievo architettonico e artistico.

## Generalità

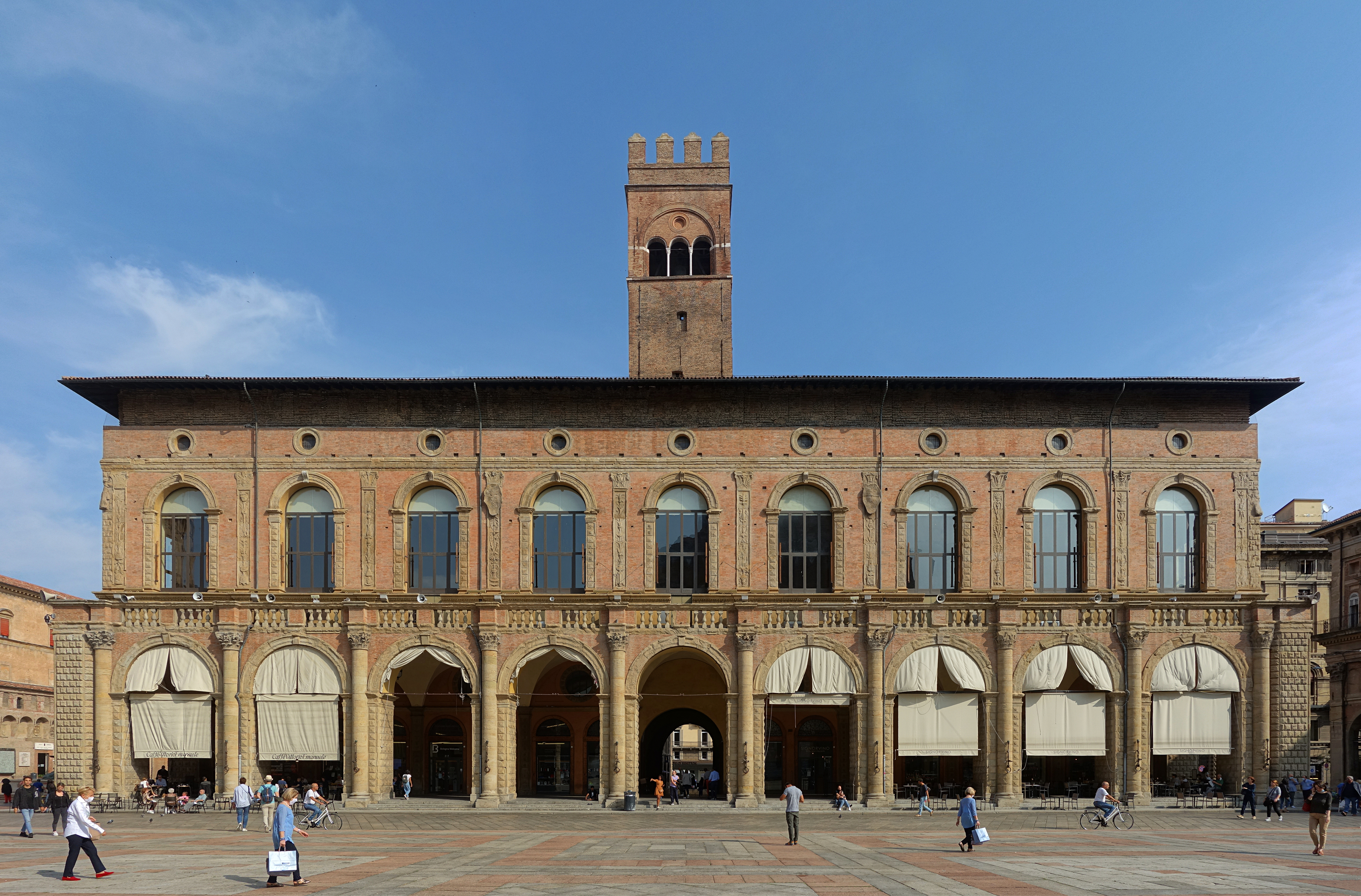
Palazzo del Podestà

Affacciati su piazza Maggiore sorgono il Palazzo Comunale (o d'Accursio) (XIII-XV secolo) e il Palazzo del Podestà (ampiamente rimaneggiato nel 1485), accanto al duecentesco Palazzo Re Enzo (il cui aspetto attuale si deve al restauro neogotico di Alfonso Rubbiani del 1905).
La maggior parte dei palazzi di Bologna risale principalmente all'epoca in cui la città era inglobata nello Stato della Chiesa tra il XVI e il XVIII secolo e appartenevano alle famiglie senatorie che governavano Bologna a quei tempi. Alcuni furono costruiti ex-novo; altri, già presenti, solo ammodernati. I Bentivoglio precedentemente furono tra le prime famiglie a costruirsi un loro palazzo che però fu distrutto e le macerie si trovano ai Giardini del Guasto dei Bentivoglio, dietro il Teatro Comunale.
L'Archiginnasio di Bologna è uno dei palazzi più significativi della città: fu sede dell'antica Università, dal 1563 al 1803. Il palazzo fu costruito nel 1562 su progetto di Antonio Morandi (detto il Terribilia), ed è ricchissimo di storia e opere d'arte. Citiamo il complesso araldico murale (che si compone di più di 6 000 stemmi studenteschi), e il teatro anatomico (che risale al 1637, sala dedicata allo studio dell'anatomia a forma di anfiteatro, costruita in legno d'abete, soffitto a cassettoni, e decorata con statue di illustri medici del passato e di modelli anatomici dell'artista Lelli). Dal 1838 è sede della Biblioteca Comunale.
Per quanto riguarda le ville, in alcuni casi si tratta di antichi conventi o luoghi di culto che, in età napoleonica, vennero venduti a privati e in qualche occasione trasformati appunto in ville. Queste sono state e sono ancora dimore appartenenti alle famiglie più agiate della città. Alcuni notevoli esempi di questi edifici si possono trovare nei dintorni della città, sui colli circostanti oppure verso San Lazzaro.

## Palazzi
- Collegio di Spagna
- Palazzo d'Accursio (o Comunale)
- Palazzo dell'Archiginnasio
- Palazzo Baciocchi o di Giustizia
- Palazzo Albergati
- Palazzo della Banca d'Italia
- Palazzo dei Banchi
- Palazzo Bargellini Panzacchi
- Palazzo Belloni
- Palazzo Bentivoglio
- Palazzo Bevilacqua
- Palazzo Bocchi
- Palazzo Caprara
- Palazzo Davia Bargellini
- Palazzo Fantuzzi
- Palazzo Fava
- Palazzo Fava da San Domenico

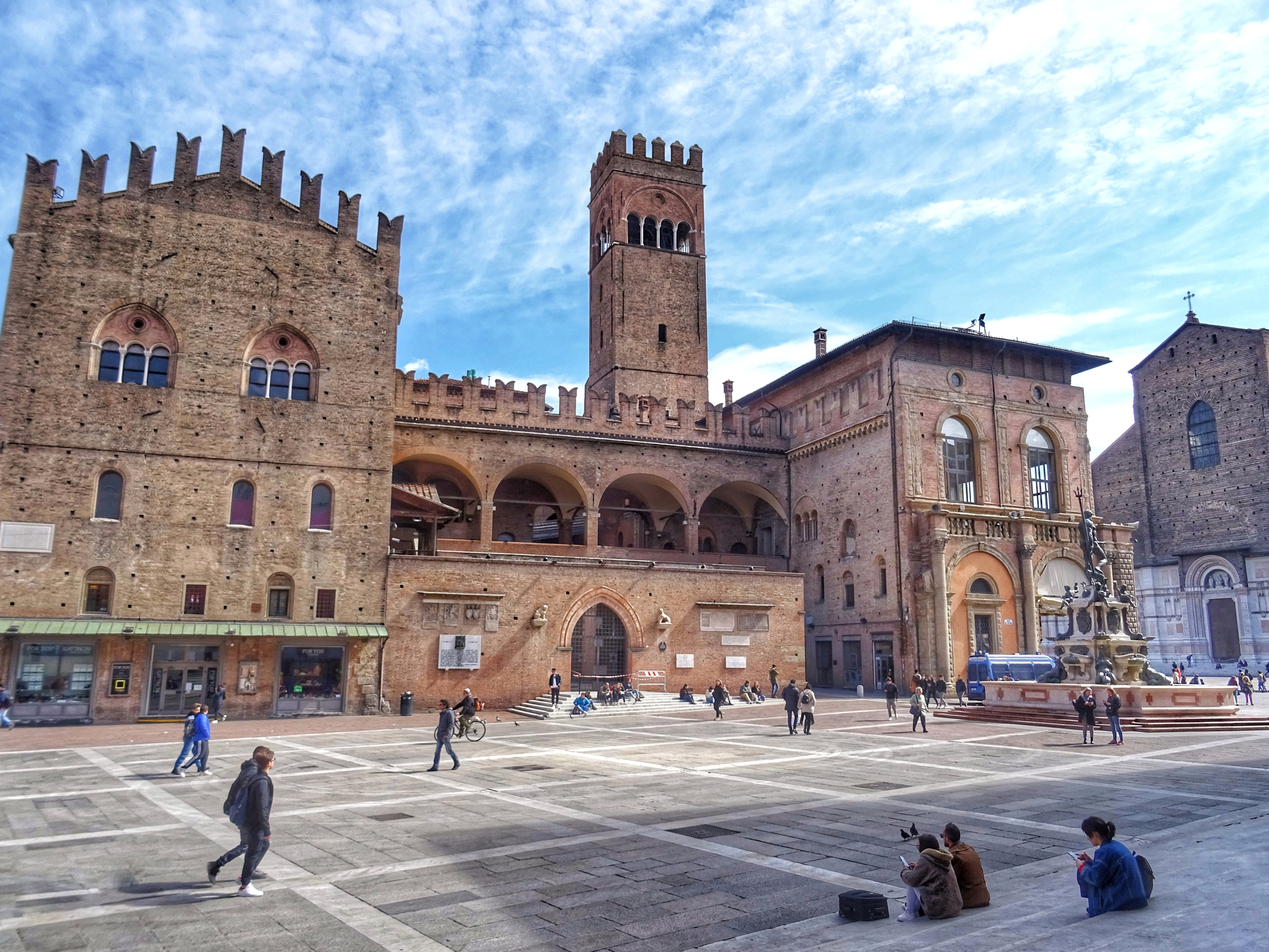
Palazzo Re Enzo

- Palazzo Felicini-Fibbia (Calzolari)
- Palazzo Ghisilardi-Fava
- Palazzo Grassi
- Palazzo Hercolani
- Palazzo Isolani
- Palazzo Legnani-Pizzardi
- Palazzo Magnani Salem
- Palazzo Malvezzi Campeggi
- Palazzo Malvezzi De' Medici
- Palazzo Marescotti
- Palazzo Marsigli
- Palazzo della Mercanzia (o loggia dei Mercanti)
- Palazzo dei Notai
- Palazzo Orsi
- Palazzo Pallavicini
- Palazzo Pepoli Campogrande
- Palazzo Pepoli Vecchio
- Palazzo del Podestà
- Palazzo Poggi
- Palazzo Re Enzo
- Palazzo della Cassa di Risparmio
- Palazzo Sanguinetti
- Palazzo Sanuti Bevilacqua Degli Ariosti
- Palazzina della Viola
- Palazzo Zambeccari
- Palazzo Zucchini Solimei

## Ville
- Villa Aldini
- Villa Aldrovandi Mazzacorati
- Villa Baruzziana
- Villa Cassarini
- Villa Guastavillani
- Villa Hercolani
- Villa Gandolfi (o Pallavicini)
- Villa Impero
- Villa delle Rose
- Villa Spada
- Ville Lambertini